# Hegesípila
Hegesípila, hija de Óloro, rey de los tracios probablemente de los doloncos o de los sapeos. Estos estaban establecidos en el curso del río Nesto y aquellos en la Tracia occidental, junto al río Estrimón. 
Casó el 494 o 493 a. C. con Milcíades II el Joven, unos 3 años antes de que él venciera al rey persa Darío II en la Batalla de Maratón. Con él tuvo a Cimón, y se cree que de un segundo matrimonio a Óloro, padre de Tucídides.
- Datos: Q9002378